# 何守信
何守信（英語：Ivan Ho Sau Sun，1940年10月16日—），暱稱何B、阿B，香港電視節目主持人、司儀及演員，有「金牌司儀」的美譽，另有「花王」的綽號，現已退休。前無綫電視節目主持、藝員，無綫新聞兼職新聞記者及主播，亞洲電視節目主持、藝員，亞視新聞主播，香港電台節目主持。

## 簡歷
何守信是家中獨子，早年在中國海南島生活，十歲定居香港深水埗。其父親是一名機械技工，負責修理汽車。何畢業於聖公會聖多馬小學，在1959年畢業於香島中學中六年級後（在公開試中考獲物理科B級成績），報讀香港浸會書院（即今香港浸會大學）化學系，並在1965年畢業，便任職於化學公司，後於香港浸會書院任體育科助教。
何守信1969年由鍾景輝介紹，加入無綫電視兼職擔任摔角等體育節目旁述員，亦旁述過世界盃足球賽。他於1972年正式成為無綫電視合約藝員，並且成為無綫電視史上唯一的「職藝員」（同持擁有無綫電視職員及無綫電視藝員雙重身份），並加入長壽綜合性節目《歡樂今宵》當主持至1987年。何守信於1987年離開無綫電視時，無綫電視更特別製作了《何守信告別特輯》回顧他歷年的演出片段及讓他與好友分享多年來的主持經驗。另外他由1973年開始連續15年擔任《香港小姐競選》的大會司儀，曾先後與劉家傑及黃霑等人拍檔（而港姐司儀空缺其後則由曾志偉和陳百祥接棒）。
1977年，周梁淑怡過檔佳視以後，對無綫的藝人進行挖角，經討論後決定對何守信挖角。當時何守信與汪明荃到日本主持紅白歌唱大賽的節目轉播，經過多重關係之下，周梁淑怡等人直接致電人在酒店的何守信，提出加薪80%的條件，當時何守信不置可否。林旭華更托人在機場禁區內把老闆林秀榮簽署的佳視合約成功交給回港的何守信簽署。而無綫高層知道此事後，召見何守信並調整其薪水進行挽留成功。
1988年，何守信移民至加拿大多倫多，曾在加拿大中文電視台（新時代電視前身）擔任主持，並於該台被債權人接管期間擔任新管理層成員之一。何守信在未出發前往加拿大前，由於1988年漢城奧運會轉播權由前無綫僱員自立門戶建立的體運傳訊奪得而給予亞洲電視獨家播出，故被體運傳訊邀請出任奧運節目主持，而當時官司並沒塵埃落定下，何守信答應出任主持(形同過檔亞視)。當時無綫高層得知此事，與何守信協商後，決定以一筆高昂的費用換取何守信不出任體運傳訊奧運節目主持，後來勝訴後以免節外生枝，故不再邀請何守信出任同屆奧運節目的主持。
1992年，無綫派員到加拿大成功邀請何守信回港出任1992年巴塞隆拿奧運會節目主持。1994年，他回港擔任亞洲電視節目主持人，1999年更與朱慧珊一同出任亞視新聞主播。2005年主持亞視受歡迎節目《開心大發現》。2006年，何守信再次亮相無綫電視，在《友緣相聚》節目中接受沈殿霞的訪問。2008年8月，無綫電視正式邀請他復出，拍攝新處境喜劇《畢打自己人》和到非洲拍攝紀錄片《活著》。2010年，他再次加盟亞視，拍攝處境劇《香港Go Go Go》。2011年擔任亞視綜藝資訊節目《香港有飯開》主持。何守信自2011年起主持香港電台早晨節目《開心日報》，這是他至今最後的傳媒工作。
2018年6月中，何守信結束主持《開心日報》的工作，至7月完成2018年世界杯節目後，正式離開港台及退休，於同年8月返回加拿大。
2024年5月，何守信重回港台作最後一集的《開心日報》嘉賓。

## 感情生活
何守信1973年與歐嘉慧結婚，1975年離婚。1980年代與汪明荃相戀，感情關係維持了兩三年。亦曾與溫柳媚、景黛音等相戀，最後與歌手陳麗斯结婚。

## 綽號的由來

### 何B
何守信稱名字是祖父所改，綽號「何B」是來自《歡樂今宵》時期，當時梁醒波曾說過：「今天又有個何必守信了！你何必不守信呢？」（即謂何守信為何要守信？為何不能不守信呢？）其後把「何必守信」當中的「何『必』」演變成「何B」。

### 何B仔
早於70至80年代，《歡樂今宵》內播出何守信嬰孩時期的裸照，因該照片露出其下體而被取笑露出「何B仔」，這詞成為香港俚語，指「男童的陽具」，後來《蠟筆小新》的粵語配音版以「何B仔」來代指陽具，令此詞更廣為人知。2000年代，沈殿霞在一次演唱會中，當著汪明荃的面前提出「何B仔」來影射何守信。

### 金牌司儀
因主持《歡樂今宵》等節目十分出色而得到「金牌司儀」的美譽。

### 花王
有指何守信於1980年代主持《歡樂今宵》時特別照顧後輩「EYT三小花」（戚美珍、景黛音及廖安麗），因而得「花王」綽號。何守信則指「花王」是指種花的花王（Gardener）。另一说是当年旁述足球赛时专业知识不够，一味评论球场草坪状况，因而得绰号“花王”。

### X先生
1985年電視台「著名司儀」成為一宗桃色勒索案受害者，要上庭以證人身分指證被告，但礙於知名度甚高，法官下令傳媒不得以任何形式公布受害者身份及姓名。傳媒只能以「X先生」的稱呼去報道案件。

## 在香港曾任職的工作
- 無綫電視（1969年-1992年）：電視節目主持
- 亞洲電視（1993年-2005年）：電視節目主持
- 亞視新聞（1999年10月19日-2003年5月）新聞主播（與朱慧珊）
- 2005年-2008年期間在加拿大休息
- 無綫電視（2008年-2009年）：電視節目主持、基本藝人合約演員（處境劇配角演員）
- 亞洲電視（2009年-2011年）：電視節目主持
- 亞洲電視（2010年-2011年）：基本藝人合約演員（處境劇主演）
- 香港電台（2011年-2018年中）：清談節目主持
- 2018年中正式退休，回到加拿大，享受退休生活

## 演出作品

### 電視劇（無綫電視）
- 良友世界（1975年）
- 龍虎豹 飾 麥維信（1976年）
- CID（1976年）
- 龍虎豹第二輯 飾 麥維信（1976年）
- 鐵包公（1985年）
- 畢打自己人 飾 殷大德（2008年－2009年）

### 節目主持（無綫電視）
- 歡樂今宵（1972年－1987年）（初時演出名為《新聞趣事》的環節）
- 觀塘新區塌坡災場現場報道（1972年）
- 李小龍紀念特輯（1973年）[16][17]
- 英女皇訪港[[[Wikipedia:格式手册/链接#章節|錨點失效]]]（1975年）[18]
- 香港小姐競選（1973年－1987年、1990年）
- 有上有落
- 聲寶之夜
- 歡樂今宵2000次（1976年）
- K-100（1977年－1980年）（第一代主持）
- 歡樂今宵3000次（1979年）
- 歡樂今宵之12週年台慶（1979年）
- 歡樂滿東華（1979年－1983年、1986年－1987年）
- 歷屆奧運
- 歡樂今宵4000次（1983年）
- 歡樂今宵5000次（1987年）
- 翡翠星輝二十年（1987年）
- 群星獻技賀台慶（1981年）
- 龍鳳呈祥賀台慶（1982年－1987年）
- 星光熠熠勁爭輝（1981年－1984年）
- 星光錦繡耀舞台（1986年）
- 財源港俊（1990年）
- 螢幕繽紛廿五年（1991年－1992年）
- 摔角奇兵顯神威（1992年）
- 電視風雲廿五載（1992年）
- 活着（2009年）

### 節目主持（無綫新聞）
- 午間新聞（1969年-1980年）
- 六點半新聞報道（1970年-1980年）
- 晚間新聞（1970年-1980年）

### 節目主持（亞洲電視）
- 今日睇真D（1994年－2000年）
- 亞洲小姐競選（1994年－1999年）
- 真係乜都有（1995年）
- 開心大發現（2005年）
- 香港有飯開（2011年）

### 節目主持（亞視新聞）
- 亞視評論（2000年－2002年）
- 亞視七點半新聞（1999年－2000年）
- 六點鐘新聞（2000年-2003年）
- 晚間新聞（1999年－2000年）

### 電視劇（亞洲電視）
- 香港Go Go Go 飾 B哥 （2010年）

### 其他演出
- 獅子山下之承擔（1977年）（香港電台）
- 何守信告別特輯（1987年）（無綫電視）
- 再見一廠（1988年）（無綫電視）
- 利舞臺 - 今夜星光燦爛（1991年）
- 香港電台《奧運第一台》，（2008年8月，2012年7月－8月，2016年9－10月）評述及報道奧運
- 香港電台《世界盃第一台》，（2010年6月－7月，2014年6月－7月）評述及報道世界盃
- 香港電台《世界盃。多星道》，（2018年6月－7月）評述及報道世界盃（页面存档备份，存于）
- 香港電台《開心日報》，（2011年－2018年6月）
- 香港電視網絡《挑戰》，（2014年）（旁白）
- 香港電台《燃眉時刻II：霓虹燈下三粒星》（2014年）（客串演出）
- 香港電台《我要飛上天：太空人選拔實錄》（2018年）（旁白）

### 電影
- 1972年：蕩寇灘
- 1973年：七十二家房客
- 1974年：太平山下
- 1974年：香港73
- 1974年：水為財
- 1974年：啼笑夫妻
- 1975年：醒目雙星香港淘金記
- 1988年：婚外情
- 1988年：今古婚俗奇觀（旁白）
- 零的突破（旁白）

## 唱片合輯
| 專輯名稱                     | 年份   | 發行公司 | 曲目 |
| ---------------------------- | ------ | -------- | --- |
| 《群星高唱》                 | 1982年 | 華星唱片 | 曲目 第一面 1. 群星高唱 - 石修 / 李司棋 / 何守信 / 沈殿霞 / 林嘉華 / 胡燕妮 / 黃日華 / 黃淑儀 / 楊羣 / 趙雅芝 2. 金曲重溫 - 石修 / 李司棋 / 何守信 / 沈殿霞 / 林嘉華 / 胡燕妮 / 黃日華 / 黃淑儀 / 楊羣 / 趙雅芝 第二面 1. 愛在心內暖 - 趙雅芝 / 林嘉華 2. 舊夢不須記 - 胡燕妮 / 楊羣 3. 倩影 - 李司棋 / 何守信 4. 白日夢 - 沈殿霞 / 黃日華 5. 願你待我真的好 - 黃淑儀 / 石修 6. 朋友 - 石修 / 李司棋 / 何守信 / 沈殿霞 / 林嘉華 / 胡燕妮 / 黃日華 / 黃淑儀 / 楊羣 / 趙雅芝 |
| 《娛樂羣英會第三輯恭喜發財》 | 1983年 | 娛樂唱片 | 曲目 1. 恭喜發財 - 汪明荃 / 鄭少秋 2. 令我心溫暖 - 鄭少秋 3. 飄飄黃葉 - 汪明荃 4. 俠骨無情劍 - 關正傑 5. 舊侶難忘 - 羅文 6. 春夢留痕 - 陳美齡 7. 風雨情 - 汪明荃 / 羅文 8. 家春秋 - 湯正川 9. 海風 - 王綺嘉 10. 有一日忘掉我 - 鮑翠薇 11. 凹凸神探 - 伍家廉 12. 往事 - 何守信 13. 青春校園 - 張德蘭 14. 小白菜 - 關菊英 |

## 資料來源
1. ↑  . 華僑日報. 1956-07-09: 14  [2023-07-01].
2. ↑  .   [2022-01-19]. （原始内容存档于2017-08-03）.
3. 1 2 3 4 5 6  . 明報周刊第2088期. 2008-11-15  [2020-09-09]. （原始内容存档于2021-02-26）.
4. ↑  香港電台第一台 「開心日報」,2011年11月29日 香港時間 11:13。 2012年1月11日索取
5. ↑  . 華僑日報. 1959-07-29: 23  [2022-05-14].
6. ↑  . 香港工商日報. 1965-07-08: 6  [2022-04-21].
7. ↑  無綫電視 電視風雲廿五載 1992
8. ↑  中文電視被債權人接管 運作如常觀衆未受影響[永久]，《大漢公報》，1992年1月22日。於2010年3月14日查閲。
9. ↑  亞視再擺何B上檯 Archive.today的存檔，存档日期2013-01-05，《星島日報》，2000年2月17日。於2010年3月14日查閲。
10. ↑  何守信返加國陪老婆，頭條日報，2018年6月12日
11. ↑  何守信激罕回港狀態極佳上電台講養生之道，香港01，2024年5月5日
12. ↑  . 太陽報. 2002-09-23  [2018-02-19]. （原始内容存档于2018-02-19）.
13. ↑  . 頭條新聞. 2009-01-21  [2018-02-19]. （原始内容存档于2018-02-19）.
14. ↑  . 晴報. 2021-08-08  [2022-07-21]. （原始内容存档于2021-08-06）.
15. ↑  天地圖書有限公司出版《危險人物V》作者:翁靜晶「著名藝人X先生被人設局捉黃腳雞勒索」
16. ↑  . 無綫電視. 1973年7月  [2020-03-23]. （原始内容存档于2020-05-16）.（繁體中文）
17. ↑  . 無綫電視. 1973年7月  [2020-03-23]. （原始内容存档于2020-05-16）.（繁體中文）
18. ↑  . 無綫電視. 1975年5月  [2020-03-23]. （原始内容存档于2020-05-16）.（繁體中文）

## 外部連結
- 何守信在互联网电影资料库（IMDb）上的資料（英文）（英文）
- 何守信在香港影庫上的簡介
- 何守信在时光网上的簡介（简体中文）
- 無綫電視官方網頁 - 友緣相聚 - 何守信（页面存档备份，存于） (2006年)
- 新浪網 - 永不出位的何守信 黃霑（页面存档备份，存于） (2005年1月20日)
- 蘋果日報 - 阿姐生日何守信贈興[永久] (2006年8月26日)
- 明報 - 肥姐《友緣相聚》岳華恬妮甘於平淡 何B陳麗斯細說婚姻（页面存档备份，存于） (2006年12月8日)